# Steinkreuz Westdorf

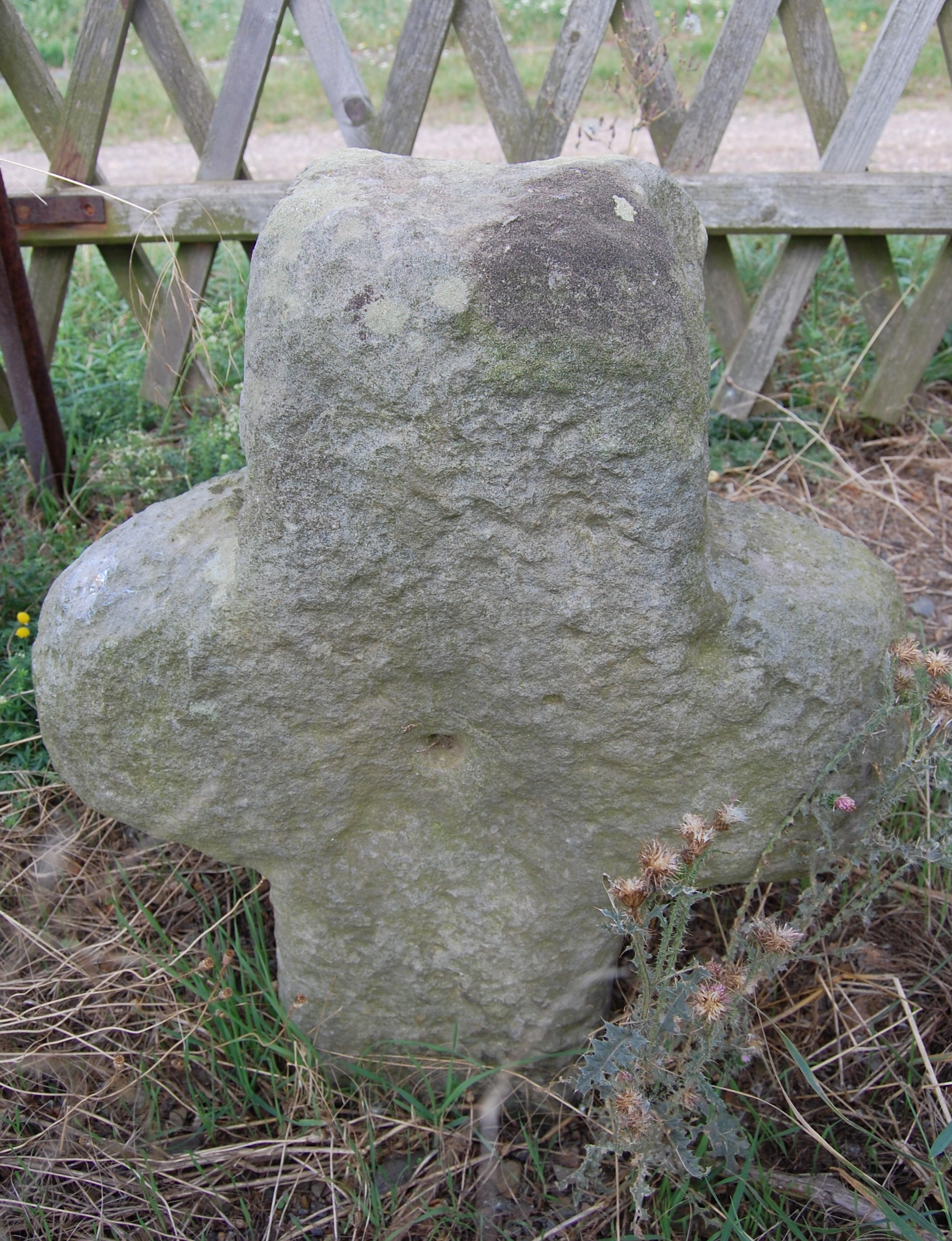
Steinkreuz Westdorf

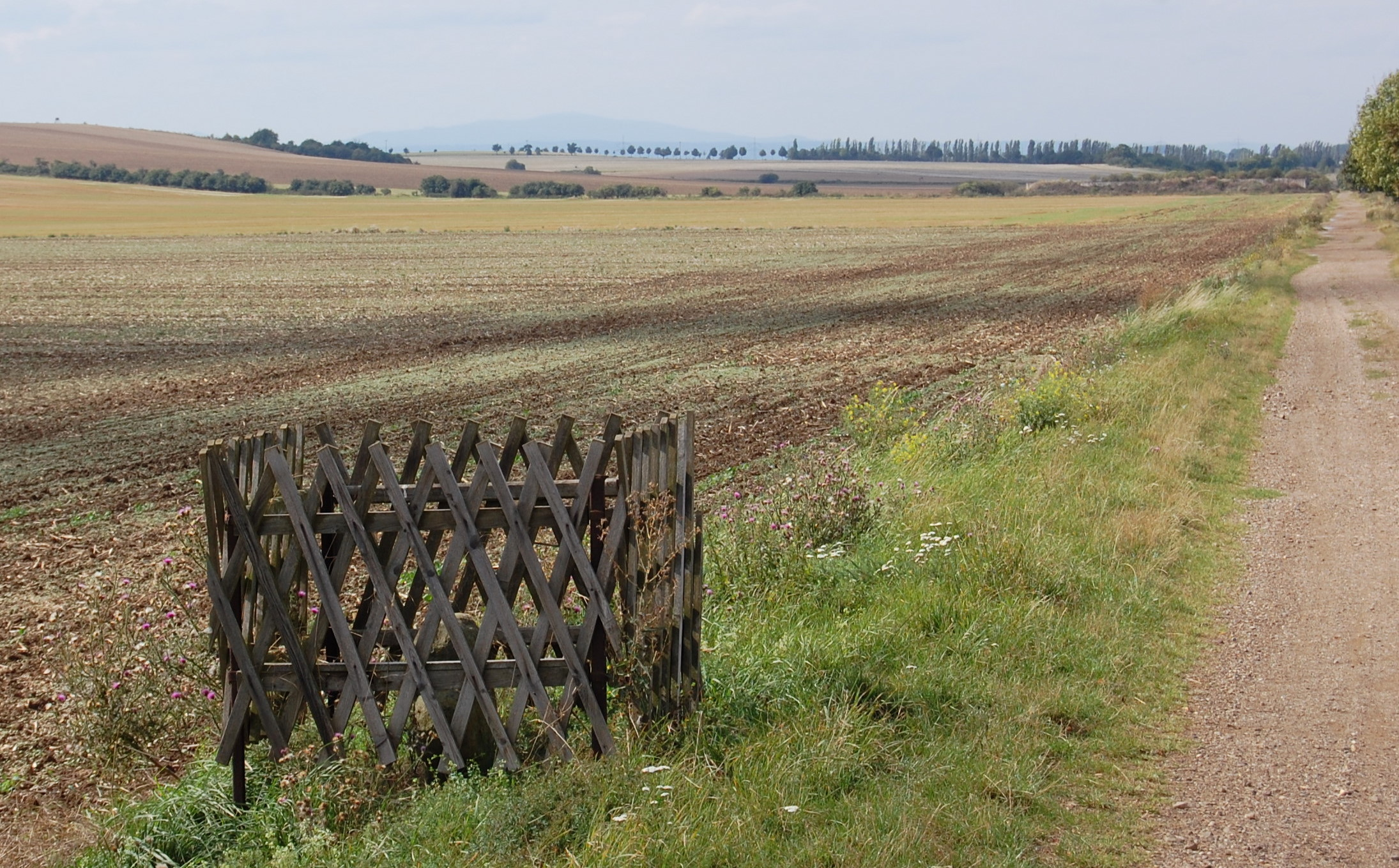
Steinkreuz in Umzäunung am Wegesrand

Das Steinkreuz Westdorf, auch als Adalbertkreuz bezeichnet, ist ein historisches Steinkreuz westlich von Westdorf in Sachsen-Anhalt.

## Beschaffenheit
Das in Form eines parallelkantigen lateinischen Kreuzes geformte Steinkreuz steht südlich eines Feldweges der von Westdorf in Richtung Bundesstraße 185 führt. Es ist aus Kreidesandstein geschlagen und hat eine Höhe von 72 Zentimetern. Die maximale Breite beträgt 51 Zentimeter bei einer Stärke von 18 Zentimetern. Zum Schutz des Flurdenkmals wurde ein kleiner Holzzaun um das Kreuz errichtet. Das Kreuz weist deutliche Verwitterungsspuren auf.

## Geschichte
Das Kreuz entstand im späten 15. Jahrhundert. Seine Bedeutung ist jedoch unbekannt. Der jetzige Standort entspricht nicht dem ursprünglichen Ort der Aufstellung. Zunächst stand das Kreuz mitten in der wohl nach dem Kreuz als Kreuzbreite benannten Feldflur. Das Kreuz wurde dann an eine heute nicht mehr bestehende Wegekreuzung umgesetzt, wobei es sich jedoch als Verkehrshindernis für landwirtschaftliche Fahrzeuge erwies. 1896 brach es, vermutlich bei einem Zusammenstoß mit einem Wagen, ab. Es wurde von F.W. Schubart am Boden liegend aufgefunden, Teile steckten noch im Boden. Das Kreuz wurde wieder zusammengefügt und nochmals um etwa 30 Meter nach Norden, an seinen heutigen Standort, versetzt.
Einer Sage nach erinnert das Kreuz an die Ermordung von Adalbert II. von Ballenstedt durch Egeno II. von Konradsburg. Der Mord ist für die Zeit um 1080 historisch verbürgt und hat sich zumindest auch in der Region zugetragen. Eine tatsächliche Beziehung zum Kreuz ist jedoch nicht sicher herzustellen. Die Bezeichnung als Adalbertkreuz beruht jedoch auf dieser Überlieferung. Nach einer mündlichen Überlieferung soll es hier einen Zweikampf der beiden Ritter gegeben haben, wobei Adalbert zu Tode kam.